# Action Verlag
Der Action Verlag ist ein deutscher Hörbuchverlag mit Sitz in Essen. Er wurde 2010 gegründet und vertont überwiegend Mainstream-Literatur, auch von jungen und noch unentdeckten Autoren. Die Einspielungen werden von ausgebildeten Schauspielern und Sprechern vorgenommen. Im Frühjahr 2012 waren laut Verlagsverzeichnis mehr als 200 Titel lieferbar.

## Programm
Das Verlagsprogramm umfasst die Genres:
- Abenteuer
- Action
- Drama
- Erotik
- Fantasy
- History
- Horror
- Humor
- Kids
- Krimi
- Liebe
- Science Fiction
- Thriller
- Trash
- Western

## Bekannte Autoren
- Birgit Erwin
- Peter H. Gogolin
- Petra Hartmann
- Wilfried A. Hary
- Karsten Kruschel
- Alfred Wallon